# Sellingssundet
Sellingssundet är en sjö i Luleå kommun i Norrbotten och ingår i Altersundet-Luleälvens kustområde. Sjön har en area på 0,209 kvadratkilometer och ligger 2,1 meter över havet. Sjön avvattnas av vattendraget Sellingsundet.

## Delavrinningsområde
Sellingssundet ingår i det delavrinningsområde (729639-178949) som SMHI kallar för Mynnar i Holmsundet. Medelhöjden är 7 meter över havet och ytan är 1,95 kvadratkilometer. Det finns ett avrinningsområde uppströms, och räknas det in blir den ackumulerade arean 21,35 kvadratkilometer. Sellingsundet som avvattnar avrinningsområdet har biflödesordning 2, vilket innebär att vattnet flödar genom totalt 2 vattendrag innan det når havet efter 8,9 kilometer. Avrinningsområdet består mestadels av skog (52 procent), öppen mark (16 procent) och jordbruk (13 procent). Avrinningsområdet har 0,29 kvadratkilometer vattenytor vilket ger det en sjöprocent på 14,9 procent.